# Aulonocara steveni
Espèce
Statut de conservation UICN

 VU D2 : Vulnérable
Aulonocara steveni est une espèce de poissons d'eau douce de la famille des Cichlidae endémique du lac Malawi en Afrique. 
Cette espèce ce rencontre dans son milieu entre 7 et 40 mètres de profondeur. Peut-être conspécifique avec Aulonocara stuartgranti Meyer & Riehl, 1985.

## Description
Aulonocara hueseri mesure au maximum 89 mm, queue non comprise.

## Aquariophilie

### Reproduction
Cette espèce est une incubatrice buccale maternelle. Les femelles gardent les œufs, les larves puis les alevins pendant environ trois semaines, en les protégeant dans leur gueule (sans manger ou en filtrant très légèrement les micro-détritus). Les mâles peuvent se montrer très insistants dès les premières maturités sexuelles des femelles, il préférable de maintenir cette espèce en groupes de plusieurs individus, de manière à diviser l'agressivité d'un mâle dominant sur plusieurs individus.

### Alimentation
Une alimentation à base de vers rouges ou vers de vase est fortement déconseillée.

### Maintenance
Comme la plupart des espèces de poissons du lac Malawi une température comprise entre 22 et 26 °C est nécessaire pour une bonne maintenance.

### Croisement, hybridation, sélection
Il est impératif de maintenir cette espèce et le genre Aulonocara seul ou en compagnie d'autres espèces, d'autres genres, mais de provenance similaire (lac Malawi). toutes les femelles du genre étant très semblables. Le commerce aquariophile a également vu apparaitre un grand nombre de spécimens provenant d'Asie notamment et aux couleurs des plus farfelues ou albinos. En raison de la sélection, hybridation et autres procédés chimiques et barbares de laboratoires.

## Statut
Cette espèce de Cichlidae est classée Vulnérable (VU) sur la liste rouge des espèces menacées IUCN du fait de sa zone de répartition extrêmement restreinte dans le lac Malawi, localisé autour de l'île de Kande (d) (Malawi).

## Systématique
Le nom valide complet (avec auteur) de ce taxon est Aulonocara steveni Meyer (d), Riehl (d) & Zetzsche (d), 1987,.
Aulonocara steveni a pour synonyme :
- Haplochromis steveni (Meyer, Riehl & Zetzsche, 1987)

## Étymologie
Son nom spécifique, steveni, lui a été donné en l'honneur de Steven Longwe.

## Publication originale
- (en) M. K. Meyer, R. Riehl et H. Zetzsche, « A revision of the cichlid fishes of the genus Aulonocara Regan, 1922 from Lake Malawi, with descriptions of six new species (Pisces, Perciformes, Cichlidae) », Courier ForschungsInstitut Senckenberg, Allemagne, vol. 94,‎ 1er juillet 1987, p. 7-53 (ISSN 0341-4116, lire en ligne).